# Euro Film Festival
El Euro Film Festival, oficialmente Festival de Cine Europeo, es un certamen cinematográfico celebrado anualmente en Marbella, España. El evento es patrocinado por el Ayuntamiento de Marbella y su primera edición se llevó a cabo entre el 23 y el 26 de noviembre del 2011. El acto de entrega de galardones fue realizado en el Teatro Ciudad de Marbella el último día del festival.

## Eventos
Durante el festival se exhibieron películas tanto dentro como fuera del concurso y se realizaron talleres y ruedas de prensa con algunos de los invitados y ganadores. Entre las personalidades estuvo Agustín Almodovar, hermano y socio del director Pedro Almodovar, cuya empresa productora (El Deseo) fue honrada como mejor productora europea. 
Almodovar también recibió un galardón por la película La piel que habito, la cual recibió la estatuilla como mejor película con difusión internacional. El actor español Sancho Gracia fue premiado honoríficamente por su larga trayectoria artística y el actor norteamericano Andy García recibió una galardón por mejor actor internacional. De García se realizó el estreno español de su película City Island y la exhibición de The Lost City, la cual dirigió el mismo García.
Otros eventos realizados dentro del marco del festival incluyeron talleres para estudiantes de cine con los productores españoles Antonio Gijón, Agustín Almodovar y el actor Sancho Gracia, así como la presentación fuera de concurso del documental The Pink Wall dirigido por Enrique del Pozo.

## Palmarés Euro Film Festival 2011
| Premio                                    | Ganador                                            | Obra       | Categoría        |
| ----------------------------------------- | -------------------------------------------------- | ---------- | ---------------- |
| Mejor película                            | Afinidades                                         |            |                  |
| Mejor actor                               | Vladimir Cruz                                      | Afinidades |                  |
| Mejor actriz                              | Isabella Cascarano                                 | Our Vows   |                  |
| Mejor corto ficción con contenido social  | If I wish really hard                              |            |                  |
| Mejor corto documental                    | Olga Galicia Poliakoff, la mujer que nació en bata |            |                  |
| Mejor corto ficción                       | Supermarkett Inn                                   |            | Joven Talento    |
| Mejor corto documental                    | La justicia de las serpientes                      |            | Joven Talento    |
| Mejor corto RTVA                          | Mala sangre                                        |            |                  |
| Mejor película de animación               | Las aventuras de Don Quijote                       |            |                  |
| Mejor serie de animación                  | Lucky Fred                                         |            |                  |
| Mejor serie                               | Mar libre                                          |            |                  |
| Mejor sonido                              | Afinidades                                         |            |                  |
| Mejor productora europea                  | Productora El Deseo                                |            |                  |
| Mejor película con difusión internacional | La piel que habito                                 |            |                  |
| Mejor actor internacional                 | Andy García                                        |            | Mención de Honor |
| Trayectoria profesional                   | Sancho Gracia                                      |            | Mención de Honor |
| Mejor documental cultural                 | Los sabios de Córdoba                              |            |                  |
| Mejor documental biográfico               | Celia The Queen                                    |            |                  |